# Gempolkolot
Gempolkolot is een bestuurslaag in het regentschap Karawang van de provincie West-Java, Indonesië. Gempolkolot telt 3651 inwoners (volkstelling 2010).